# Mariano Oriente
Mariano Oriente fou un empresari i polític alacantí, alcalde d'Alacant durant el regnat d'Isabel II d'Espanya.
En la dècada de 1840 figurava com el major dels propietaris urbans d'Alacant, i quart contribuent de la ciutat en 1852. Això es devia al fet que era propietari de la fàbrica de teixits La Alicantina al polígon del Baver. D'ideologia liberal, va ocupar diversos càrrecs a l'ajuntament d'Alacant: procurador síndic el 1820 i alcalde el 1835-1837 i el 1841-1842. Durant el seu mandat es va construir el Mercat Central davant l'antiga Porta del Mar. També fou un dels promotors per la construcció del Teatre Principal d'Alacant, inaugurat el 1847.